# Abel Sanders
Abel Petrus Bernardus Sanders (Oude Pekela, 15 maart 1920 - Bakkeveen, 10 april 1945) was een Nederlandse tekenaar en verzetsstrijder.

## Biografie
Sanders was een zoon van de timmerman Wilhelmus Harmannus Sanders en Helena Elisabeth Wilhelmina Drent. Hij was ongehuwd. Sanders was rooms-katholiek.
Sanders was bouwkundig tekenaar bij het toenmalig Provinciaal Electriciteits Bedrijf (PEB) in Groningen. Hij verzorgde in de Tweede Wereldoorlog onderduikers. Hij was lid van de Landelijke Organisatie voor Hulp aan Onderduikers. Tevens was hij lid van de Knokploeg Diephorst. Verder was hij algemeen medewerker van het Nationaal Steunfonds te Groningen. Hij voerde als schuilnaam Koos. Op 29 mei 1942 verhuisde hij van Oude Pekela naar Groningen. Tijdens de uitvoering van zijn verzetswerk werd hij op 15 maart 1945 te Groningen door de Duitse geheime politie, de SD gearresteerd. Hij werd gevangengezet in het Huis van Bewaring te Groningen. 
Op 10 april 1945, drie dagen vóór de bevrijding van Noord-Nederland werd Sanders, tezamen werd met negen andere verzetsstrijders door SD'er Peter Schaap (van het Scholtenhuis) in de bossen bij Bakkeveen doodgeschoten. De redenen voor zijn executie zijn nooit helemaal duidelijk geworden. Volgens Monique Brinks was het naderen van de Canadese bevrijders in april 1945, en dus een mogelijk, aanstaande bevrijding, de oorzaak van paniek op het Scholtenhuis. Koortsachtig werd door de SD’ers die daar vertoefden, gezocht naar manieren om zich van belastend(e) materiaal en personen te ontdoen. De administratie van het Scholtenhuis werd vernietigd en de tientallen gevangenen werden, nadat zij in groepen waren verdeeld, weggevoerd en doodgeschoten om te voorkomen dat zij in handen van de bevrijder zouden vallen en tegen de Duitsers konden betuigen.
Sanders is met militaire eer begraven op de R.K. begraafplaats in Oude Pekela.